# Syllepte nigripunctalis
Syllepte nigripunctalis là một loài bướm đêm trong họ Crambidae.